# 128562 Murdin
128562 Murdin è un asteroide della fascia principale. Scoperto nel 2004, presenta un'orbita caratterizzata da un semiasse maggiore pari a 2,7743261 UA e da un'eccentricità di 0,1203663, inclinata di 7,99941° rispetto all'eclittica.